# 鶴岡知恵
鶴岡知恵（つるおか ちえ ）は、日本のモデル。山羊座。血液型はA型。趣味はお菓子作り、カフェ巡り、洋裁、人間観察。好きなスポーツはバスケットボール。
香水 「Switch / Luna & Flora」Parfumaniaの2007年度イメージキャラクターに選ばれている。

## 出演作品

### CM
- アサヒ飲料 WONDA SOHT&SHOT「フリーズドリップ篇」（2006年）
- 鈴乃屋2006浴衣パンフレット

### VP
- TOKYO STATION RENAISSANCD（2006年、JR東日本、主人公つばさ 役）

### 雑誌
- 装苑（2006年1月）